# Aya-Hohoué
Aya-Hohoué ist eine Ortschaft und ein Arrondissement im Departement Couffo im westafrikanischen Staat Benin. Es ist eine Verwaltungseinheit, die der Gerichtsbarkeit der Kommune Klouékanmè untersteht.

## Demografie und Verwaltung
Gemäß der Volkszählung 2013 des beninischen Statistikamtes INSAE hatte das Arrondissement 6498 Einwohner, davon waren 3096 männlich und 3402 weiblich.
Von den 76 Dörfern und Quartieren der Kommune Klouékanmè entfallen vier auf Aya-Hohoué:
1. Ahoudji
2. Avégandji
3. Ayahohoué
4. Kédji